# Pantalettes
Les  pantalettes ou une pantalette est un sous-vêtement couvrant les jambes, porté par les femmes, les jeunes filles et les très jeunes garçons (avant qu'ils ne revêtent une culotte) du début au milieu du XIXe siècle.

## Histoire
Les pantalettes sont nées en France au début du XIXe siècle et se sont rapidement répandues en Grande-Bretagne et en Amérique. Les pantalettes étaient une forme de jambières ou de pantalons longs. Il pouvait s'agir d'une seule pièce ou de deux vêtements séparés, un pour chaque jambe, attachés à la taille par des boutons ou des lacets. L'entrejambe était laissé ouvert pour des raisons d'hygiène. Ils étaient le plus souvent en lin blanc et pouvaient être décorés de fronces, de dentelles, de découpes ou de broderies anglaises.
Les pantalettes à longueur de cheville pour les femmes étaient portées sous la crinoline et la jupe à cerceaux afin de s'assurer que les jambes étaient pudiquement couvertes si elles étaient exposées. Les pantalettes pour les enfants et les jeunes filles étaient de longueur mi-mollet à cheville et étaient destinées à être portées sous leurs jupes plus courtes. Jusqu'au milieu du XIXe siècle, les très jeunes garçons étaient couramment vêtus de robes, de blouses et de pantalettes, bien que celles-ci soient généralement associées à des vêtements de filles, jusqu'à ce que les garçons soient accoutrés par la culotte à tout âge entre 2 et 8 ans, et parfois plus. Les jeunes garçons étaient habillés de cette manière au moins jusqu'à ce qu'ils soient initiés à la propreté.

## Pantalettes dans la culture
Un reel irlandais porte le titre de Ladies' Pantalettes, qui fut repris en 2012 par The Chieftains.
La chanson folklorique des îles Vierges américaines Over the Side raconte comment la contrebandière et suffragette Ella Gifft utilisa ses pantalettes pour cacher le rhum qu'elle importait illégalement, à l'époque de la prohibition.
Dans le film Autant en emporte le vent (1939), Rhett Butler dit à Scarlett O'Hara, à son retour de Paris, que les pantalettes ne sont pas à la mode là-bas.

## Galerie

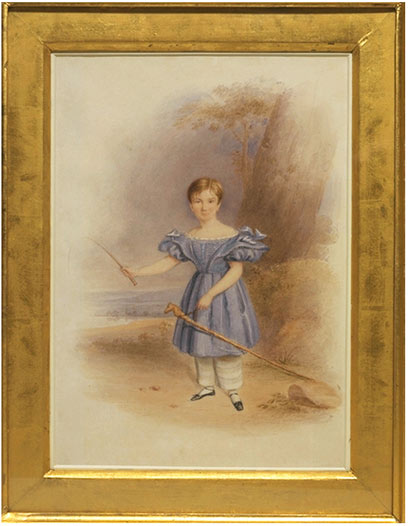
Portrait d'un garçon, 1836
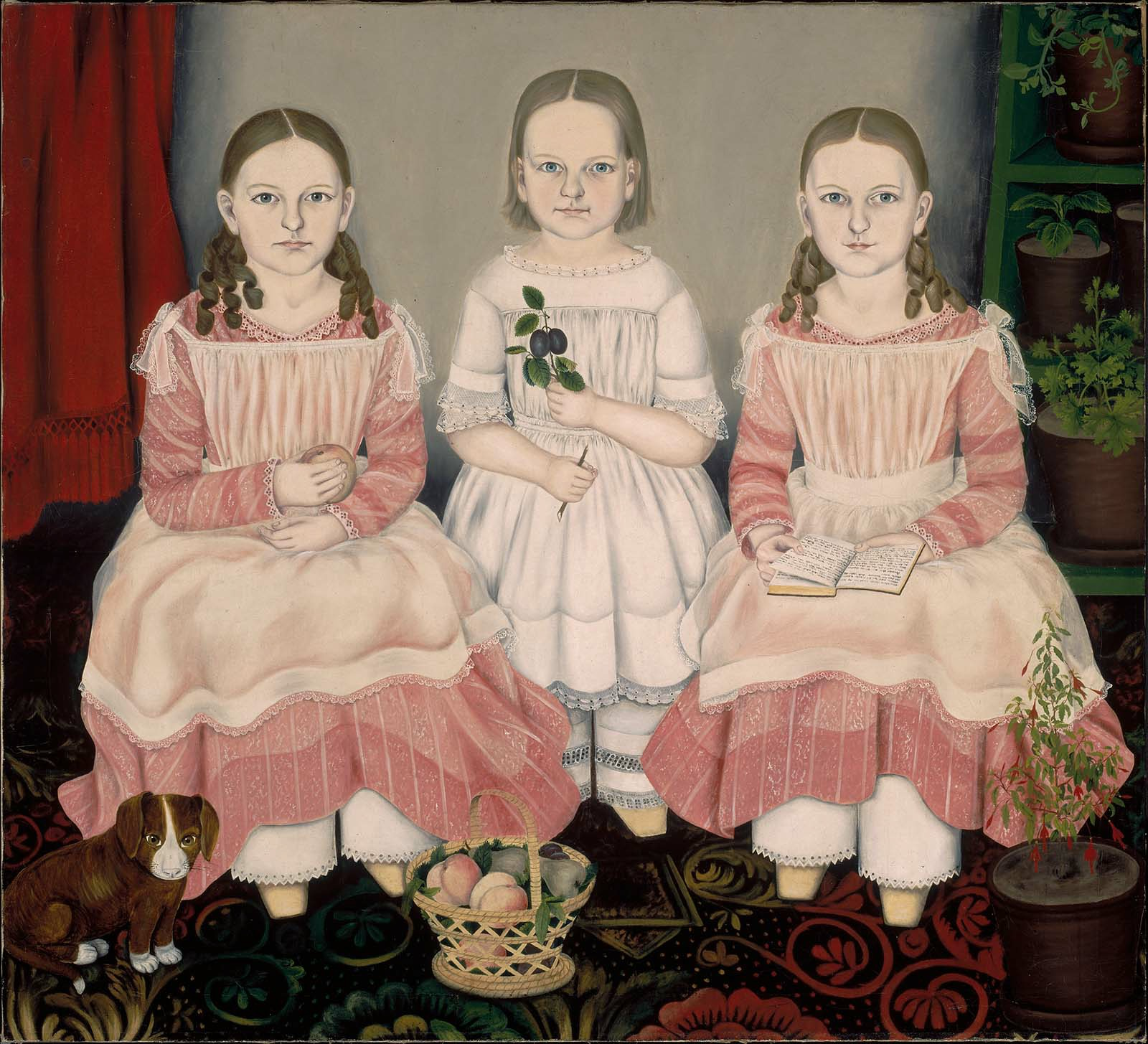
Susan Waters (en), The Lincoln Children, 1845.
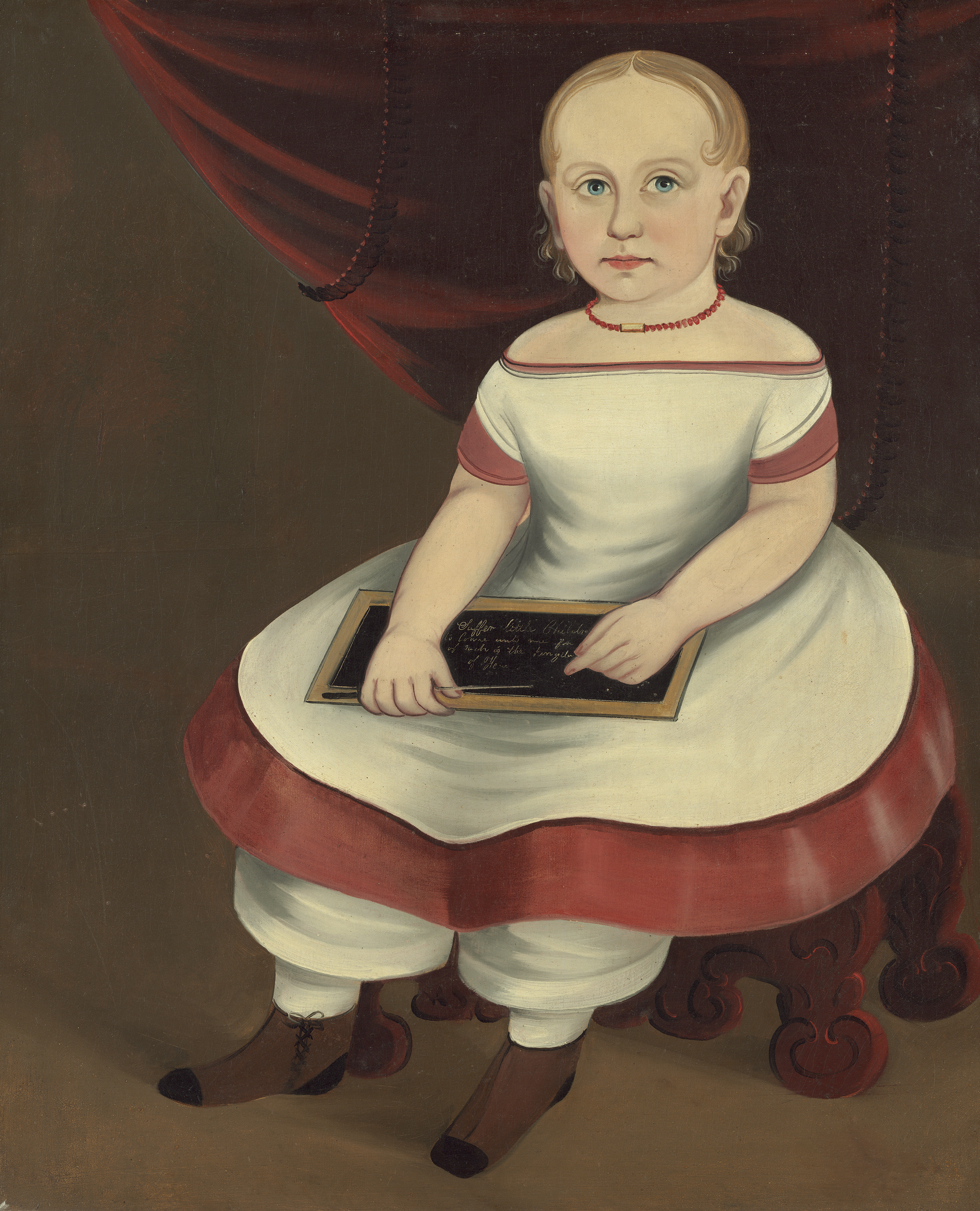
Prior-Hamblin School, Little Girl with Slate, c. 1845
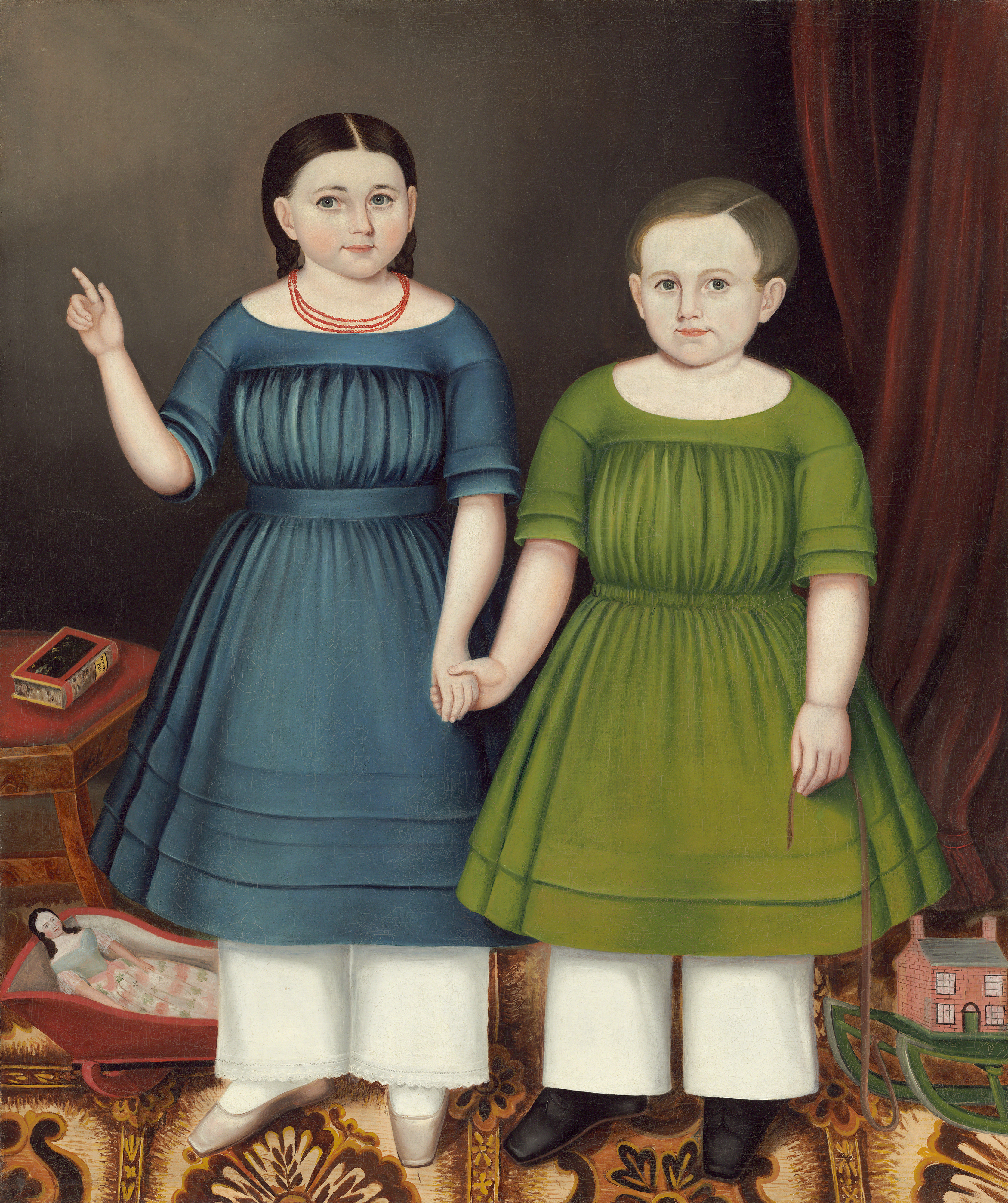
Joseph Whiting Stock, Mary and Francis Wilcox, 1845
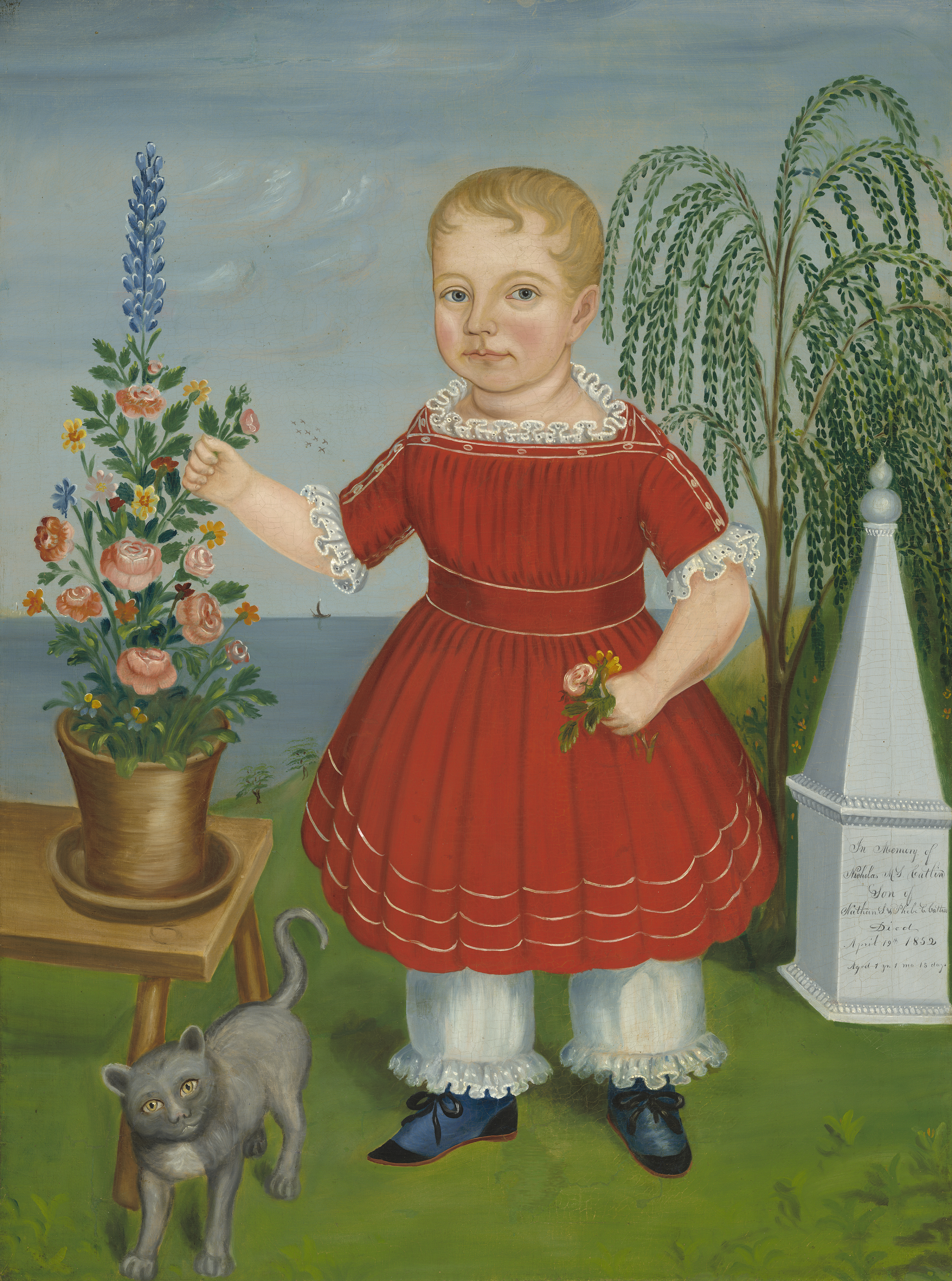
Memorial to Nicholas M. S. Catlin
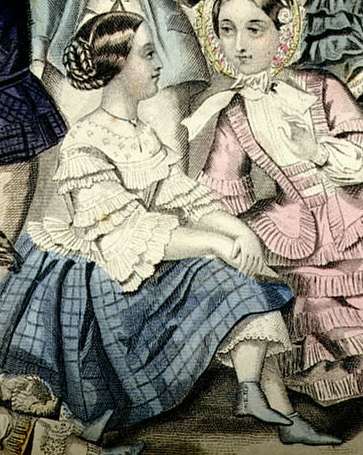
Godey's Lady's Book, 1855

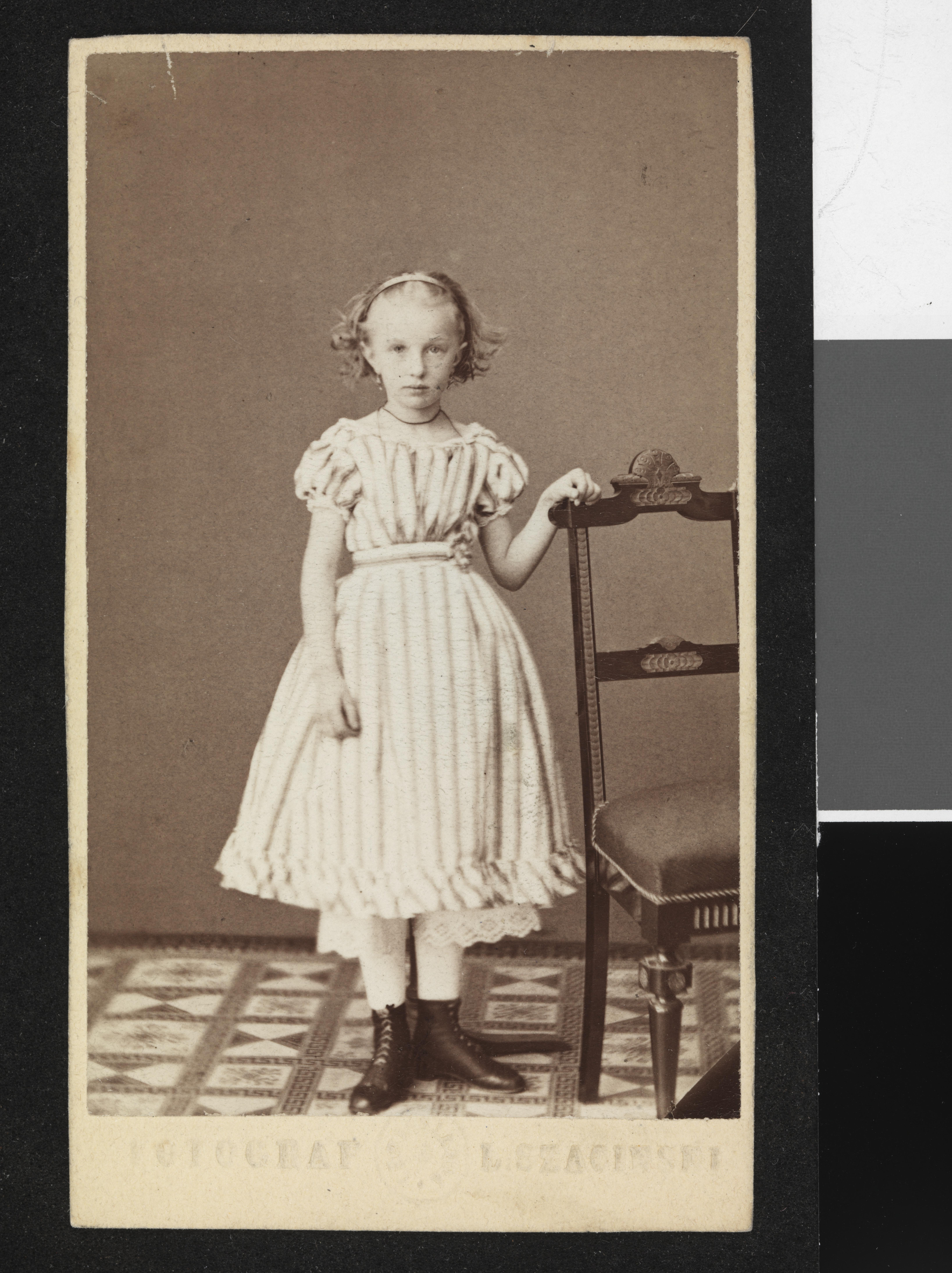
Portrait d'une jeune fille. Photo de Ludwik Szaciński (pl), vers 1865
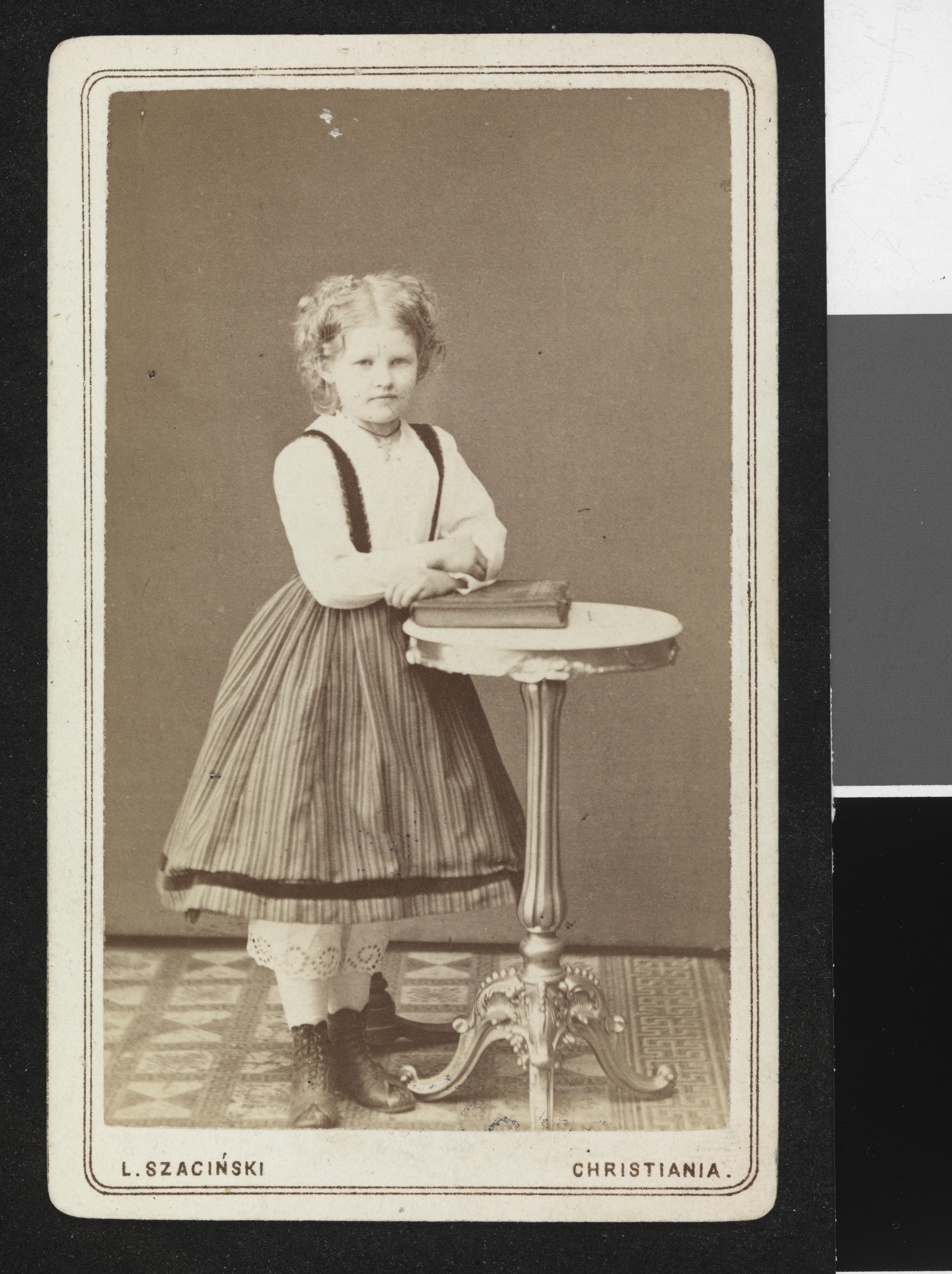
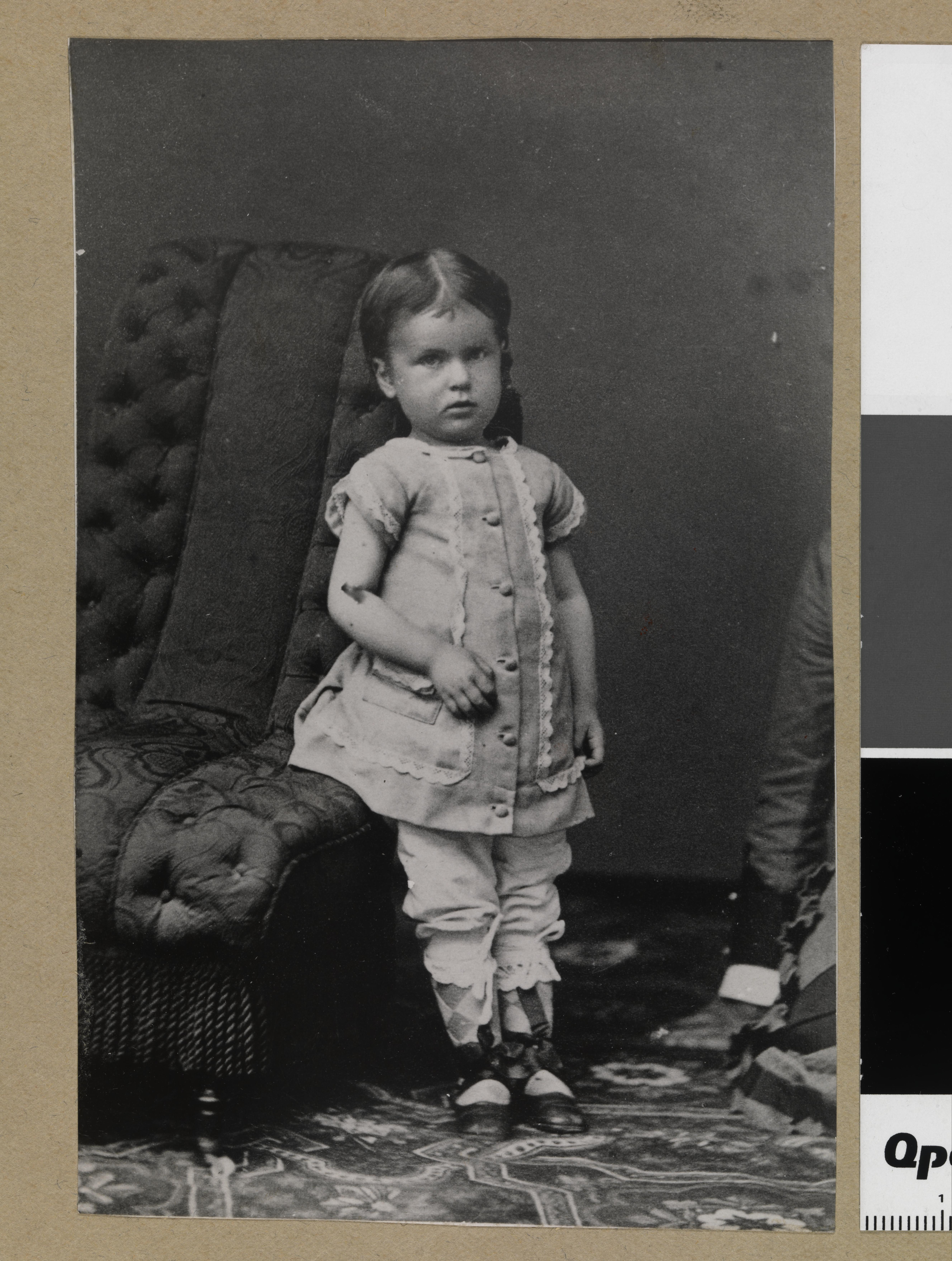
Portrait de Dagny Sautreau par Alvilde Torp (no)